# 1919年大奖赛赛季
1919年大奖赛赛季（英語：1919 Grand Prix season）的大奖赛赛事在经历了第一次世界大战后回到欧洲，尽管还没有达到战前的规模。这一年没有举行大赛（Grande Épreuve），但举行了其他一些像弗洛里奥盾这样有声望的比赛。

## 赛季回顾

### 其他大奖赛
| 日期     | 比赛       | 赛道   | 冠军车手      | 冠军制造商 |
| -------- | ---------- | ------ | ------------- | ---------- |
| 11月23日 | 弗洛里奥盾 | 马多涅 | 安德烈·布瓦洛 | 标致       |